# Belga Katolikus Párt
A Belga Katolikus Párt elődjét 1869-ben alapították Katolikus Körök és Konzervatív Társaságok Szövetsége (franciául: Fédération des Cercles catholiques et des Associations conservatrices, hollandul: Verbond van Katholieke Kringen en der Conservatieve Verenigingen) néven. Ezt megelőzően a katolikus körökhöz tartozó politikusok nem tömörültek egy pártba a belga parlamentben. A Katolikus Körök és Konzervatív Társaságok Szövetsége1864. július 11-én egyesült
A Katolikus Párt, egyedül vagy a Belga Liberális Párttal koalícióban, meghatározó szereplője volt Belgium politikai életének 1830 és 1938 között, 1884 és 1938 között megszakítás nélkül kormányon volt.

## Története
1852-ben alakult meg az első Alkotmányos és Konzervatív Gyűlés (franciául: Union Constitutionelle et Conservatrice, hollandul: Conservatieve Verenigingen) Gentben, amit hamarosan hasonló szervezetek követtek Leuvenben (1854), valamint Antwerpenben és Brüsszelben (1858). Ezek csak a választások idejére aktivizálódtak, mivel Belgiumban akkor még vagyoni és jövedelmi feltételekhez kötötték a választójogot és nem volt szükség állandó szervezettel rendelkező tömegpártokra.
A katolikus párt másik elődje a Katolikus Körök (francia: Cercles catholiques, holland: Katholieke Kringen) voltak, amelyek közül az elsőt Bruggében alapították. A Mechelenben 1863-ban, 1864-ben és 1867-ben megtartott katolikus konferenciák során az ultramontán, vagy konzervatív katolikus politikusok kiegyeztek a liberális, vagy alkotmányos katolikusokkal és az 1867-es kongresszus során létrehozták a Katolikus Körök Ligáját, amely 1868. október 22-én alakult meg hivatalosan.
A Katolikus Párt, Charles Woeste vezetésével, abszolút többséget szervezett a belga parlamentben az 1884-es választások során, mivel a liberális párt jelentősen meggyengült az első iskolabáorú (1878-1884) során. A párt egészen 1918-ig egyedül kormányzott. 1921-ben a párt nevét Katolikus Unióra, majd 1936-tól Katolikus Blokkra változtatta.
A második világháború után, az 1945. augusztus 18-19-i konferencián a párt nevét Keresztényszocialista Párt-ra változtatta, majd 1968-ban nyelvi problémák miatt két részre bomlott fel: a Parti Social Chrétien vagy (PSC) a franciaajkú területen működött, míg a Christelijke Volkspartij (CVP) Flandriában. A két párt lényegében azonos politikát folytatott, de teljesen különálló szervezettel rendelkeztek. A CVP lényegesen nagyobb volt, mint vallon társa, a választások során általában kétszer annyi szavazatot kap. A CVP első elnöke Jo Vandeurzen, a PSC első elnöke Joëlle Milquet volt.
Az 1999-es választásokon a PSC-CVP koalíció vereséget szenvedett és közel 40 éves kormányzati részvétel után ellenzékbe kényszerültek. 2001-ben a CVP nevét a Kereszténydemokrata és Flamand-ra (Christen-Democratisch en Vlaams , CD&V) változtatta. 2002-ben a PSC is megváltoztatta nevét és ezentúl Centre démocrate humaniste (cdH) néven működött.
Az 1999-es választásokon elszenvedett nagy vereség után néhány csalódott tag elhagyta mind a CVP-t, mind a PSC-t és egy új, liberális-konzervatív pártot alapítottak: Flandriában Johan Van Hecke és Karel Pinxten megalapította az Új Kereszténydemokraták (Nieuwe Christen-democraten, NCD), míg Vallóniában a Mouvement des Citoyens pour le Changement (MCC)-t alapította meg Gérard Deprez. Mindkét párt hamarosan beolvadt a nagyobb liberális pártokba, vagyis Flandriában a VLD-be, Vallóniában a Mouvement Réformateur (MR)-be.

## Híres katolikus politikusok
- Auguste Beernaert, Nobel-békedíjat kapott 1909-ben.
- Jules de Burlet
- Paul de Smet de Naeyer
- Jules Vandenpeereboom
- Jules de Trooz
- Gustaaf Sap
- Frans Schollaert
- Charles de Broqueville
- Gérard Cooreman